# Francis Chapelet
Francis Chapelet (* 3. März 1934 in Paris) ist ein französischer Organist.

## Leben
Der Sohn des Marinemalers Roger Chapelet hatte zunächst Orgelunterricht bei Édouard Souberbielle an der École supérérieure de musique César Franck und studierte dann am Pariser Konservatorium u. a. bei Maurice Duruflé. Dort erhielt er erste Preise in den Fächern Harmonielehre, Orgel und Improvisation.
Chapelet wurde Titularorganist an der Alfred-Kern-Orgel der Kirche Saint-Séverin in Paris. Chapelet spezialisierte sich auf die spanische Orgelmusik des 16. und 17. Jahrhunderts. Er gründete 1979 die Académie de Paredes-Fuentes de Nava, wurde 1981 von der Autonomen Gemeinschaft Kastilien-León zum Experten für historische Orgeln ernannt und ist Mitglied der Königlichen Akademie der Schönen Künste in Madrid.
1981 gründete er eine Orgelklasse am Konservatorium von Bordeaux, die er bis 1996 leitete. Auf Konzertreisen trat er in ganz Europa, in den USA, Südamerika und auf den Philippinen auf.

## Diskografie
- Danses de la Renaissance, 1964
- Musique à la cour de Charles Quint, 1966
- Natal em la catedral de Mariana, 1985
- F. Chapelet : Improvisation, 1989
- F. Chapelet, Jean Boyer, André Isoir, René Saorgin: History of the Organ, 1990–91
- El organo castellano, 1991
- Musique baroque européenne, 1991–92
- Les chemins de l’Orgue en Aquitaine, 1993
- Orgues de Lietor, 1997
- Les Grandes Orgues Dom Bedos de Sainte-Croix à Bordeaux, 1997
- Musique d’orgue au temps des conquistadores, 1998
- Le Baroque indien-urubicha, 1998–99
- F. Chapelet, Uriel Valadeau: Musiques pour deux orgues, 2006
- F. Chapelet, Uriel Valadeau, Juan Capistrano Percca: Fiesta andina, 2008